# Luque (Spanyolország)
Luque település Spanyolországban, Córdoba tartományban. Luque Baena, Alcaudete, Priego de Córdoba, Carcabuey és Zuheros községekkel határos. Lakosainak száma 2809 fő (2024).

## Népesség
A település népessége az elmúlt években az alábbi módon változott:
| Lakosok száma | 3332 | 3265 | 3293 | 3273 | 3371 | 3178 | 3071 | 2994 | 2945 | 2809 |
|               | 2001 | 2004 | 2006 | 2009 | 2011 | 2014 | 2016 | 2019 | 2021 | 2024 |